# Erik Hartsuiker
Frederik Klaas Jan "Erik" Hartsuiker, född 19 oktober 1940 i Avereest, död 13 januari 2019 var en nederländsk roddare.
Hartsuiker blev olympisk bronsmedaljör i tvåa med styrman vid sommarspelen 1964 i Tokyo.